# Vattsten

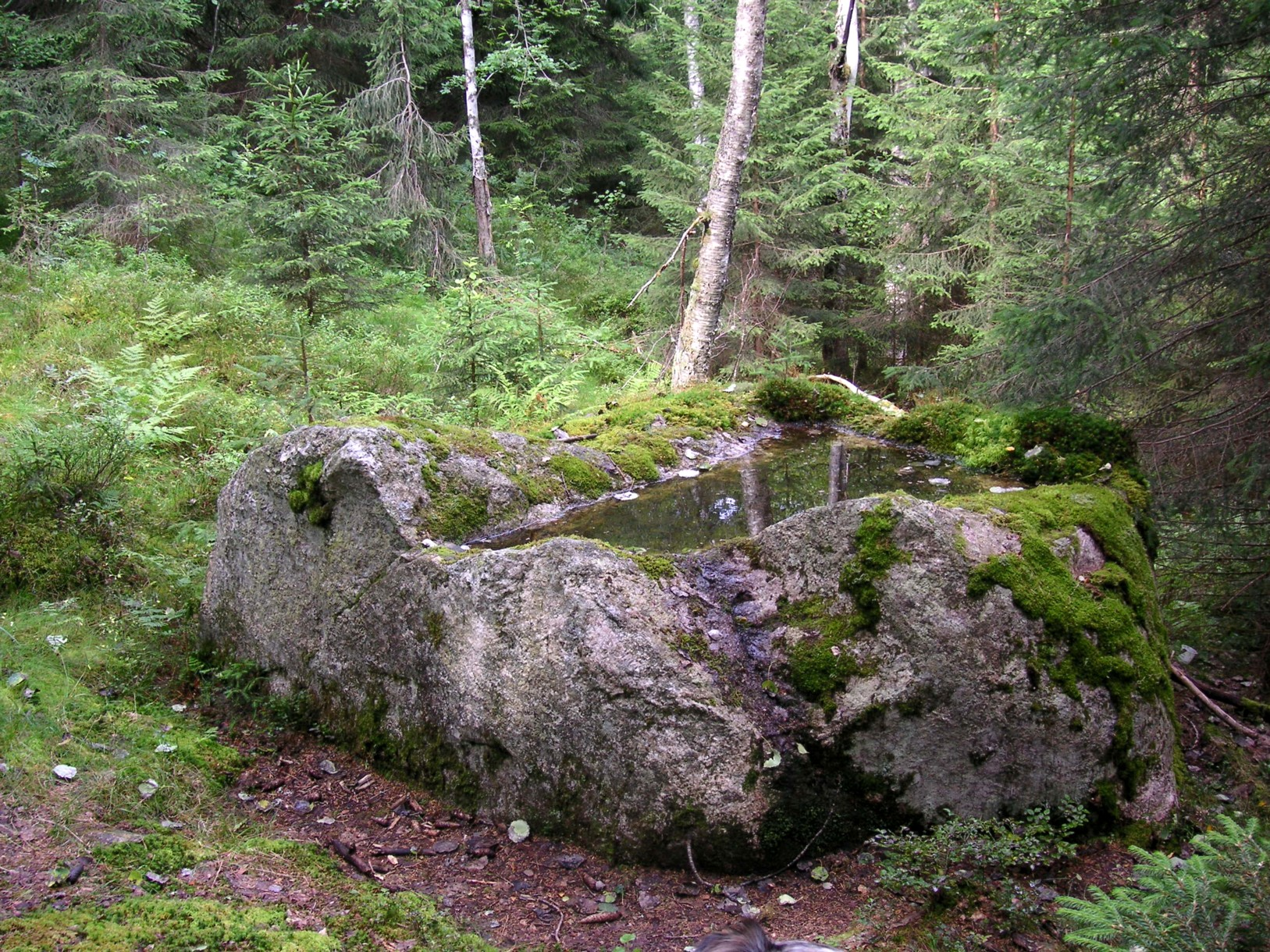
Vattstenen vid Skattlösberg

En vattsten eller vattusten är en stor sten med en skålformad fördjupning på ovansidan, som alltid är fylld med vatten, även under torrperioder.
Det var svårt att finna en förklaring för detta fenomen och därmed antog man att trolldom var med i spelet och att vattnet hade speciella krafter. Vattnet i Vattstenen i södra Dalarna i närheten av Skattlösberg användes som en utvärtes behandling mot skabb och vårtor. 
Det finns ingen säker förklaring till varför det alltid finns vatten i stenens fördjupning. Men det kan möjligtvis bero på en kapillär effekt som låter vatten stiga upp från berggrunden.